# Porche mamlouk

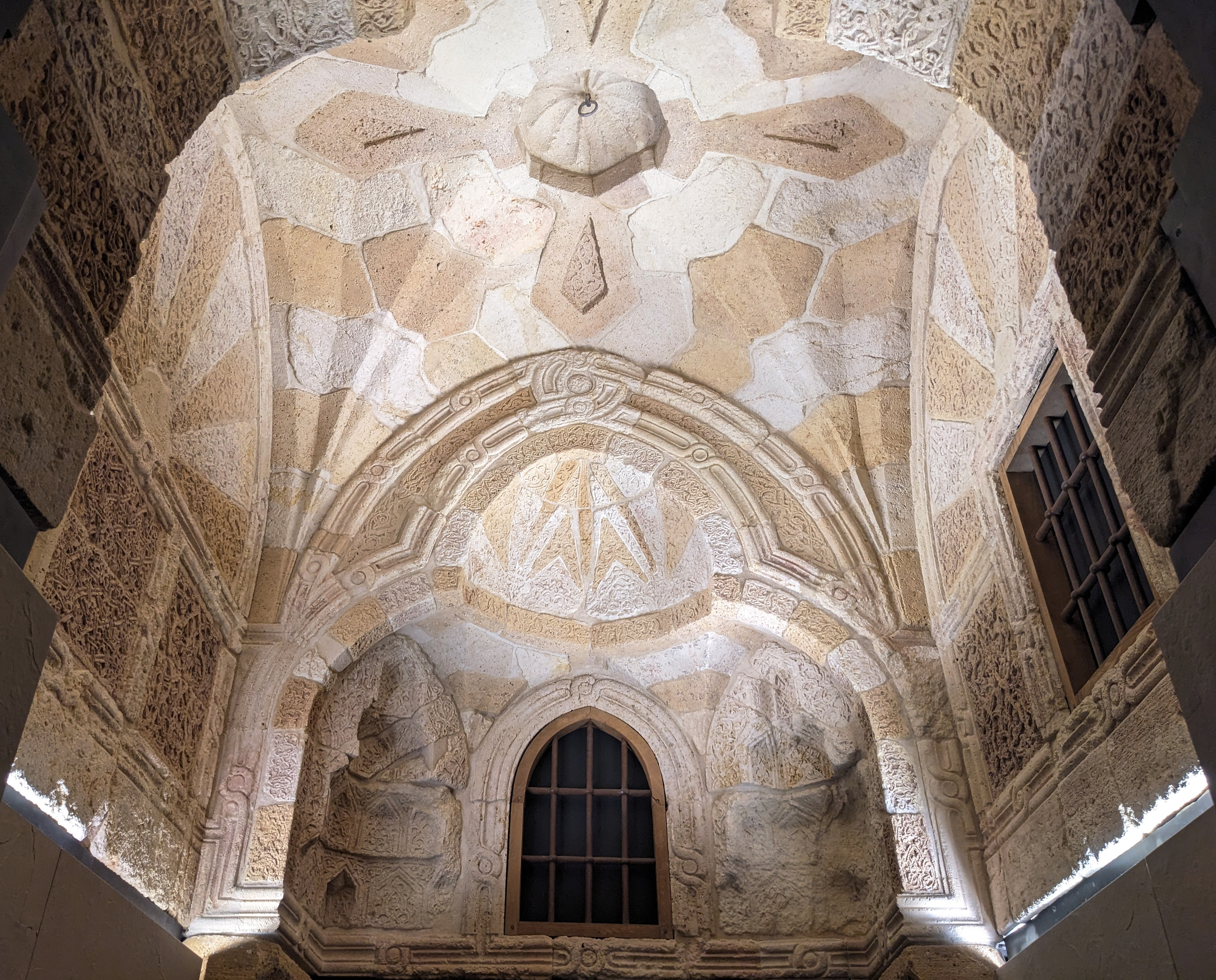
Porche mamlouk

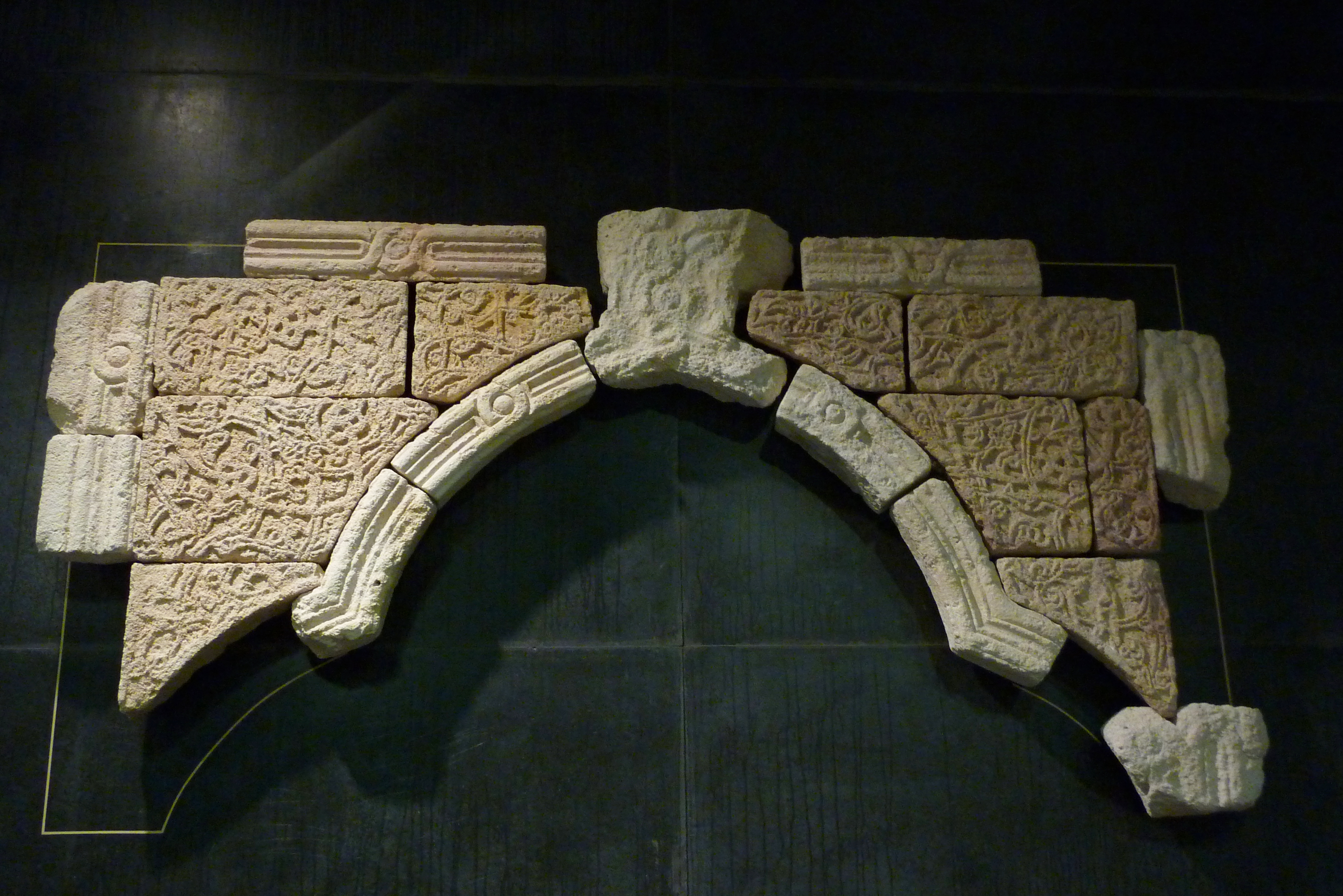
Détail de la façade

Le porche mamlouk est constitué d'un ensemble de pierres qui formaient la voûte d'un vestibule appartenant à une fastueuse demeure au Caire. Sa construction est attribuée à la dynastie mamelouke (1250–1517) et date de la deuxième moitié du XVe siècle. Depuis 2006, on a reconstitué le porche qui fait partie des collections du Musée du Louvre où il est présenté dans les nouvelles salles du département des arts de l'islam inaugurées en septembre 2012.

## Histoire
L'édifice dont le porche faisait partie fut démoli vers la fin du XIXe siècle probablement lors de la modernisation du Caire. Les pierres du porche furent acquises par le comte Gaston de Saint-Maurice qui était le responsable de la transformation des vieux quartiers et qui supervisa la destruction de plusieurs édifices anciens. À la fin des années 1880, ces pierres furent expédiées en France par un bateau à vapeur, l'Oxus de la Compagnie des messageries maritimes, en partance de Port-Saïd pour Le Havre. Dans des caisses étaient emballées environ trois cents pierres destinées à l'Union centrale des arts décoratifs pour être remontées dans la rue arabe de l'Exposition universelle de Paris de 1889. Mais les pierres ne furent jamais déballées et tombèrent dans l'oubli pendant plus d'un siècle.
Ce n'est qu'au début des années 2000 que l'on découvrit dans les réserves de l'actuel Musée des Arts décoratifs à Paris les caisses contenant les cinq tonnes de pierres et une douzaine de documents et de dessins de l'architecte Jules Bourgoin (1838–1908) représentant le porche avant son démontage. Les documents portent la mention « Don de M. de Saint-Maurice » et « porte arabe », sur deux dessins est annoté en marge « Kasr Rumy » (maison Rumy).

## Architecture
L’ensemble est construit sur un plan carré, de calcaire de deux couleurs, l'un très clair, l'autre plus foncé. Il est couvert d'une voûte en éventail, une technique qui apparaît pour la première fois au Caire vers le milieu du XIVe siècle. Les pierres sont ornées de motifs géométriques et floraux, de cercles et de rubans entrelacés. La voûte repose sur des arcs trilobés encadrés par de longues bordures sculptées.

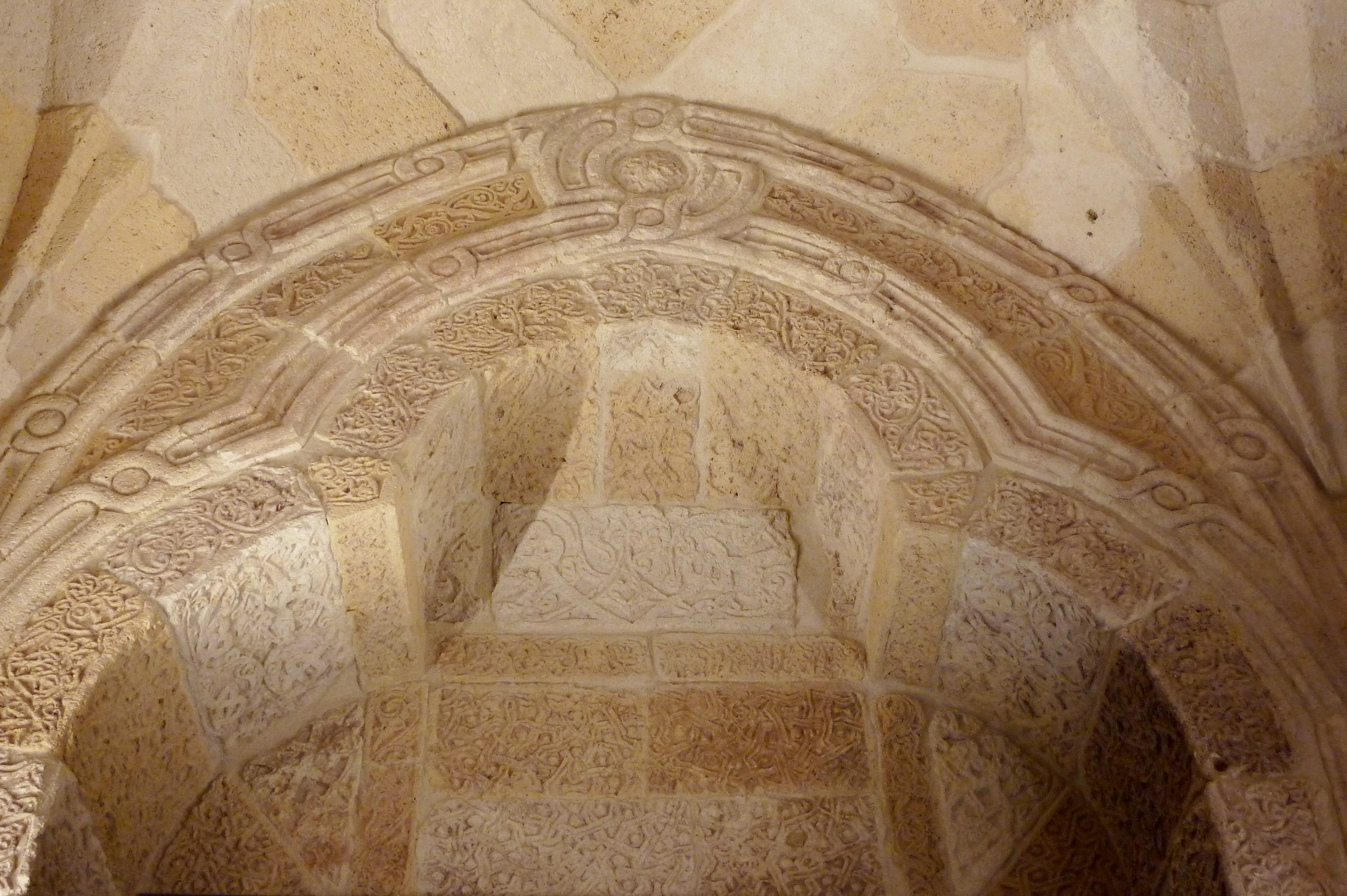
Arc trilobé
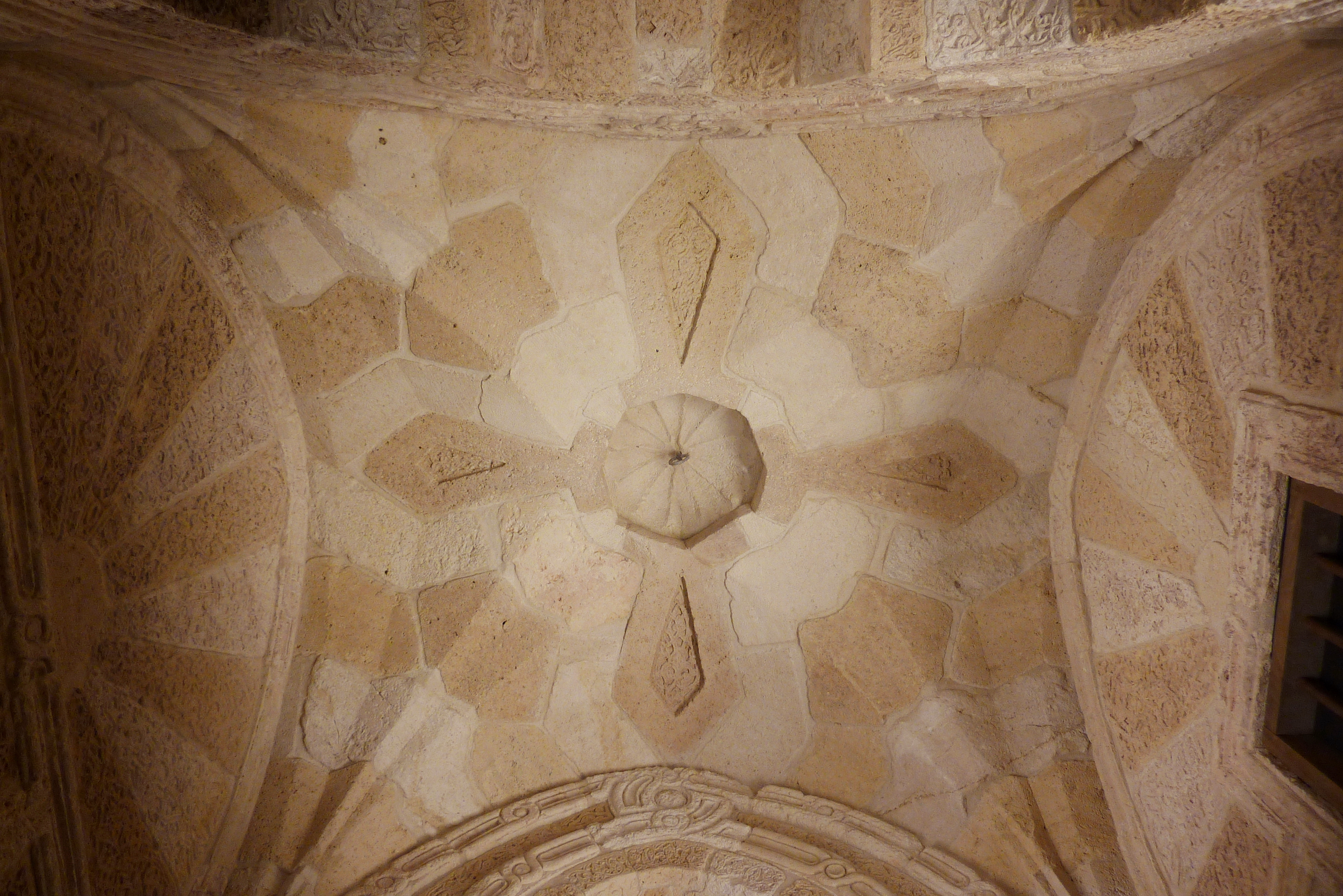
Voûte en éventail
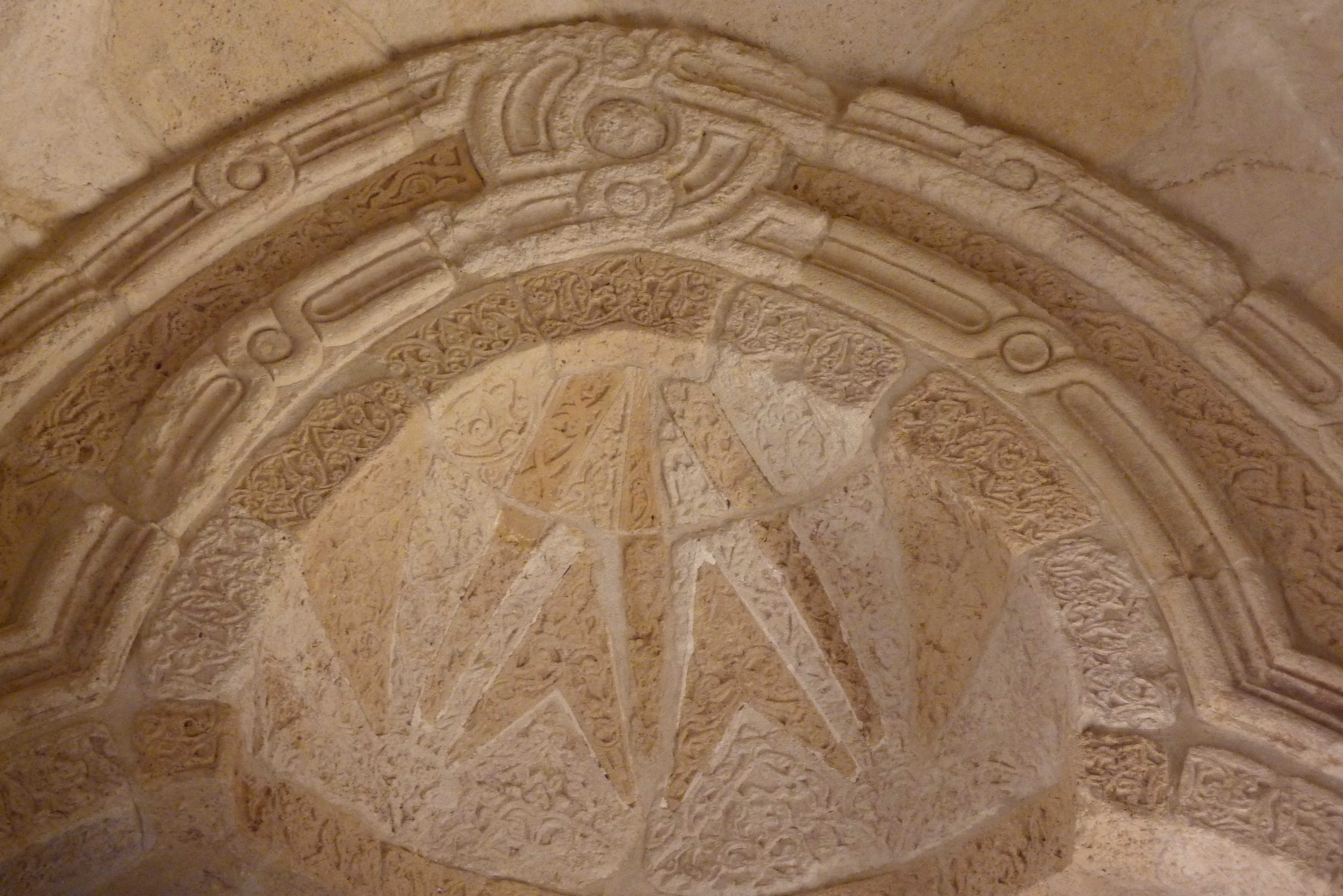
Arc trilobé